# 萩原誠
萩原 誠（はぎわら まこと、本名同じ、1973年4月6日 - ）は、大阪府大東市出身の元プロ野球選手（内野手、外野手）。
1992年から1997年まで阪神タイガース、1998年から2001年まで近鉄バファローズ（1999年から大阪近鉄バファローズ）に所属・活動していた。1994年は萩原 誠斗、1996年から1999年は誠を登録名とした。「誠」時代から2001年当時の本名は服部 誠（はっとり まこと）。プロ野球引退後に、姓を萩原へ戻している。

## 来歴・人物
大東畷（ボーイズリーグ）ではキャプテンとして全国大会優勝。副キャプテンは谷口功一（1991年巨人ドラフト1位）だった。
大阪桐蔭高等学校時代には4番打者として、3年の時は第65回選抜と第73回全国選手権に出場。春はベスト8、夏は打率.688・3本塁打の記録を残し、同校の初出場・初優勝に貢献。同期に背尾伊洋、澤村通、1学年下に渕脇芳行がいた。
高校通算58本塁打。
1991年度プロ野球ドラフト会議にて阪神タイガースから1位指名を受けて入団。背番号31、ポジションも同じ三塁手ということで「掛布（雅之）2世」、「ミスタータイガース」として期待された。ちなみにこの次年度の高校生打者のドラフトの目玉となるのが星稜高校の松井秀喜（1992年巨人ドラフト1位）で、萩原は高校生選抜チームで松井と一緒になり、松井の怪物の片鱗を見て「自分のホームランなんて松井に比べたら大したものではない」とコメントしている。
二軍では1993年に打点王、1996年に首位打者を獲得したが、一軍では1995年に一試合2本塁打を二度するが大きな結果を残せなかった。さらに三塁手以外にも一塁手・二塁手・外野手などで出番増加を狙ったが、こちらも結果には結びつかなかった。
結婚して夫人の姓になったことを切っ掛けに1996年、登録名を誠に変更。これは漢字1文字の名前だけの登録名となった初の事例である。
1997年シーズンオフに江坂政明との交換トレードで近鉄バファローズへ移籍。2001年シーズンを最後に退団。2002年からは社会人野球の日本IBM野洲に所属、翌年のチーム活動休止をもって現役を引退。
現役時代に肩肘の故障に苦しんだ経験から、引退後は柔道整復師の資格を取得（2008年3月31日）し、奈良市で整骨院誠を開業している。また、2019年夏からは京都大学硬式野球部のトレーナーにも就任。

## 詳細情報

### 年度別打撃成績
| 年 度     | 球 団     | 試 合 | 打 席 | 打 数 | 得 点 | 安 打 | 二 塁 打 | 三 塁 打 | 本 塁 打 | 塁 打 | 打 点 | 盗 塁 | 盗 塁 死 | 犠 打 | 犠 飛 | 四 球 | 敬 遠 | 死 球 | 三 振 | 併 殺 打 | 打 率 | 出 塁 率 | 長 打 率 | O P S |
| --------- | --------- | ----- | ----- | ----- | ----- | ----- | -------- | -------- | -------- | ----- | ----- | ----- | -------- | ----- | ----- | ----- | ----- | ----- | ----- | -------- | ----- | -------- | -------- | ----- |
| 1993      | 阪神      | 15    | 20    | 17    | 2     | 5     | 1        | 0        | 0        | 6     | 1     | 0     | 0        | 0     | 0     | 3     | 0     | 0     | 5     | 0        | .294  | .400     | .353     | .753  |
| 1994      | 阪神      | 20    | 25    | 24    | 2     | 2     | 1        | 0        | 0        | 3     | 0     | 1     | 1        | 0     | 0     | 1     | 0     | 0     | 7     | 0        | .083  | .120     | .125     | .245  |
| 1995      | 阪神      | 54    | 138   | 117   | 7     | 23    | 3        | 1        | 4        | 40    | 11    | 0     | 1        | 3     | 0     | 17    | 0     | 1     | 30    | 1        | .197  | .304     | .342     | .646  |
| 1996      | 阪神      | 12    | 12    | 12    | 0     | 2     | 0        | 0        | 0        | 2     | 0     | 0     | 0        | 0     | 0     | 0     | 0     | 0     | 4     | 0        | .167  | .167     | .167     | .333  |
| 1997      | 阪神      | 3     | 2     | 2     | 0     | 0     | 0        | 0        | 0        | 0     | 0     | 0     | 0        | 0     | 0     | 0     | 0     | 0     | 2     | 0        | .000  | .000     | .000     | .000  |
| 1998      | 近鉄      | 4     | 6     | 6     | 0     | 1     | 0        | 0        | 0        | 1     | 0     | 0     | 0        | 0     | 0     | 0     | 0     | 0     | 1     | 1        | .167  | .167     | .167     | .333  |
| 2000      | 近鉄      | 11    | 17    | 15    | 2     | 4     | 0        | 0        | 0        | 4     | 2     | 0     | 0        | 0     | 0     | 2     | 0     | 0     | 6     | 0        | .267  | .353     | .267     | .620  |
| 2001      | 近鉄      | 5     | 5     | 5     | 0     | 1     | 0        | 0        | 0        | 1     | 0     | 0     | 0        | 0     | 0     | 0     | 0     | 0     | 1     | 0        | .200  | .200     | .200     | .400  |
| 通算：8年 | 通算：8年 | 124   | 225   | 198   | 13    | 38    | 5        | 1        | 4        | 57    | 14    | 1     | 2        | 3     | 0     | 23    | 0     | 1     | 56    | 2        | .192  | .279     | .288     | .567  |

### 記録
- 初出場：1993年8月20日[5][4]、対ヤクルトスワローズ[5][4]17回戦（明治神宮野球場[5][4]）、9回表に真弓明信の代走として出場
- 初安打：1993年8月27日、対中日ドラゴンズ17回戦（阪神甲子園球場）、9回裏に津野広志から
- 初打点：1993年8月28日、対中日ドラゴンズ18回戦（阪神甲子園球場）、7回裏に中西清起の代打で出場、二宮正己から内野ゴロの間に記録
- 初先発出場：1993年9月19日、対横浜ベイスターズ20回戦（横浜スタジアム）、7番・左翼手として先発出場
- 初盗塁：1994年6月25日、対中日ドラゴンズ12回戦（ナゴヤ球場）、6回表に二盗（投手：鹿島忠、捕手：矢野輝弘）
- 初本塁打：1995年7月13日、対広島東洋カープ16回戦（広島市民球場）、7回表に井上祐二から2ラン

### 背番号
- 31 （1992年 - 1997年）
- 35 （1998年 - 2001年）

### 登録名
- 萩原 誠 （はぎわら まこと、1992年 - 1993年、1995年、2000年 - 2001年）
- 萩原 誠斗 （はぎわら まこと、1994年）
- 誠 （まこと、1996年 - 1999年）

## 参考資料
- 『プロ野球全選手カラー写真名鑑+観戦ガイド』1997年版（『別冊週刊ベースボール』1997年桜花号。第24巻第4号通巻第130号。1997年4月25日、ベースボール・マガジン社発行）
- 『プロ野球全選手カラー写真名鑑+観戦ガイド』2001年版（『週刊ベースボール別冊』2001年桜花号。第28巻第4号通巻第159号。2001年4月30日、ベースボール・マガジン社発行）
- 『'98プロ野球12球団全選手百科名鑑』（『ホームラン』1998年3月号増刊。第22巻第4号通算236号。1998年3月31日、日本スポーツ出版社発行）
- 近鉄バファローズ球団史 1950-2004（『B.B.MOOK』833「スポーツシリーズ」NO.703。2012年8月4日発行・発売、ベースボール・マガジン社発行）ISBN 978-4583618692
- 各種外部リンク